# Subpixel
Ein Subpixel (etwa „Teilbildpunkt“ oder „Unterpixel“) beschreibt die innere Struktur eines Pixels.
In aller Regel ist mit dem Begriff Subpixel eine höhere Auflösung verbunden als man aufgrund eines einzelnen Pixels erwarten kann.
Auch kann ein Pixel in Realität aus mehreren kleineren Pixeln bestehen. Ein Bildschirmpixel kann beispielsweise aus 3 kleineren Pixeln bestehen aus deren individueller Farbe die Farbe des "großen" Bildschirmpixels erzeugt wird. Ein gutes Beispiel hierfür sind OLED-Displays.

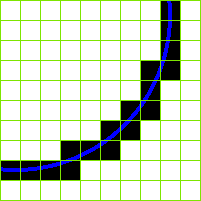
Subpixel genaue Bestimmung der Position eines Teilkreises (blaue Kurve) innerhalb quadratischer Pixel (schwarz).

## Anwendung in der digitalen Bildverarbeitung
Werden Fotos mit einer Digitalkamera, beispielsweise einer CCD-Kamera aufgenommen, erhält man als Ergebnis Bilder mit einer bestimmten Anzahl von Pixeln. Eine durchaus übliche Anzahl von Pixeln in Smartphones des Jahres 2018 liegt bei 12 Millionen Pixeln. Damit können Bilder mit 4000 × 3000 Pixeln dargestellt werden.
Ist in einem 4000 × 3000 Pixel großen Bild ein Mensch formatfüllend aufgenommen, so ist es mit geeigneter Software möglich den Augenabstand im Gesicht auf eine Genauigkeit besser als ein Pixel zu bestimmen.
Ganz grob entspricht bei einer solchen Aufnahme ein Pixel in etwa 0,5 Millimetern, d. h. ein Mensch mit einer Länge von 1,8 m (1800 mm) nimmt in etwa 3600 Pixel in der Höhe ein. Der mittlere Augenabstand von Menschen liegt um die 65 mm, entsprechend 130 Pixeln.
Die Größe der Pupille liegt bei Tageslicht zwischen 2 und 4 Millimetern, entsprechend 4 bis 8 Pixeln.
Die Positionsbestimmung der beiden Augenpupillen erfolgt nun im einfachsten Fall durch einen kreisförmigen Fit um die in der Regel schwarzen Augenpupillen. Der geometrische Schwerpunkt einer so gefitteten "schwarzen" Augenpupille liegt dann oft nicht genau in der Mitte eines Bildpixels. Somit erhält man eine Positionsgenauigkeit bzw. Abstandsgenauigkeit im Subpixel-Bereich.

## Subpixel-Rendering
Als Subpixel werden ebenfalls die Grundfarben, oft die drei Farben Rot, Grün und Blau von Flüssigkristallbildschirmen, Computermonitoren oder Fernsehgeräten bezeichnet, aus denen sich ein Pixel zusammensetzt. Da die Subpixel bei dieser Art von Geräten in der Regel direkt nebeneinander angeordnet sind, ist es durch gezielte Ansteuerung der Subpixel möglich die horizontale Auflösung zu erhöhen. Für das Auge kann dies beispielsweise zu besser lesbaren Texten auf Bildschirmen führen. Beispiele hierzu finden sich im Hauptartikel Subpixel-Rendering.